# Dolianthus
Dolianthus là một chi thực vật có hoa trong họ Thiến thảo (Rubiaceae).

## Loài
Chi Dolianthus gồm các loài: